# Каштан Шевченка (Корсунь-Шевченківський)
Каштан Шевченка — гіркокаштан, що росте в Корсунь-Шевченківському парку в місті Корсунь-Шевченківський Черкаської області, ботанічна пам'ятка природи місцевого значення. Обхват дерева понад 4 м, висота понад 15 м, вік близько 200 років. Старі гілки підкріплені підпорами, дупла запломбовані. За легендою, в 1859 році Тарас Шевченко, буваючи у цьому парку, любив відпочивати під каштаном, де писав вірші та картини.

## Опис
Площа 0,001 га. Як об'єкт природно-заповідного фонду створено рішенням Черкаської обласної ради від 10.09.2021 № 8-31/VIII.
Розташовано в м. Корсунь-Шевченківський Черкаської області. Під охороною дерево каштана кінського висотою понад 15 м, віком до 200 років та обхватом стовбура 4,50 м. Становить ботанічну та культурну цінність, має туристичне значення.
Старі гілки підкріплені підпорами, дупла запломбовані.
Землекористувач та землевласник — Корсунь-Шевченківський державний історико-культурний заповідник.